# Glenda Dickerson
Glenda Dickerson (Houston, 9 febbraio 1945 – Ypsilanti, 12 gennaio 2012) è stata una regista teatrale statunitense, nonché folclorista, autrice e adattatrice di testi, coreografa, attrice, produttrice di black theatre ed educatrice.

## Biografia

### Carriera
È conosciuta nel mondo del teatro nordamericano come promotrice di una regia "femminista" nel settore e il suo lavoro si è concentrato su folklore, miti, leggende afroamericane e opere classiche reinterpretate. Ha lavorato in luoghi quali il Biltmore Theatre (Broadway), il Circle in the Square (New York), il Lorraine Hansberry Theatre (San Francisco), il Ford's Theatre e il Kennedy Center (Washington).
Ha ideato e/o adattato numerosi pezzi per il palcoscenico da varie fonti drammatiche e non drammatiche, tra cui la "rappresentazione miracolosa" Jesus Christ, Lawd Today; Owen's Song; The Unfinished Song; Rashomon; Torture of Mothers; Jump at the Sun; Re/Membering Aunt Jemima: A Menstrual Show ed Every Step I Take. Ha ideato e diretto Eel Catching in Setauket: A Living Portrait of a Community, una storia orale, un progetto di performance creativa che documentava le vite della comunità afroamericana di Christian Avenue a Setauket (Long Island). Si è esibita nei one-woman show Saffron Persephone Brown, The Flower-storm of a Brown Woman; Spreading Lies e in The Trojan Women: A Tale of Devastation for Two Voices.
Ha scritto African American Theatre: A Cultural Companion e ha realizzato un DVD a due dischi, What's Cookin 'in the Kitchen?/A Planetary Portrait 9/11/01 - 9/11/04, che ha documentato la sua serie "Kitchen Prayers". All'Università del Michigan è stata a capo dell'African American Theatre Minor ed è stata direttrice del Center for World Performance Studies. Prima del Michigan, era a capo del Dipartimento di recitazione e danza allo Spelman College e insegnava alla Rutgers University, sia nel campus del New Brunswick che nel campus di Newark. Dickerson è stata anche professoressa assistente di regia presso il dipartimento di teatro della Howard University e presidente del dipartimento di teatro presso la Duke Ellington School of the Arts (precedentemente The School of the Arts at Western). È stata l'autrice, con Breena Clarke, di Re/Membering Aunt Jemima: A Menstrual Show, pubblicato in Coloured Contradictions, An Anthology of Contemporary African-American Plays a cura di Harry J. Elam e Robert Alexander e in Contemporary Plays by Women of Color, An Anthology, a cura di Kathy Perkins e Roberta Uno.
Dickerson ha raggiunto il primato, insieme a Vinnette Carroll, di essere una delle poche donne afroamericane ad aver diretto a Broadway e ha diretto attori come Debbie Allen, Lynn Whitfield, Charles Brown, Philip Michael Thomas, Robert Townsend, Clifton Powell, e molti altri.

### Morte
Dickerson è morta a Ypsilanti (Michigan), all'età di 66 anni, il 12 gennaio 2012. Le sono sopravvissute sua figlia, Anitra Y. Dickerson Duncan, e una famiglia estesa.

## Premi e riconoscimenti
Nel 1971 Dickerson ha ricevuto una nomination agli Emmy e nel 1972 un Peabody Award.
Dickerson ha ricevuto il Shirley Verrett Award inaugurale nel novembre 2011, istituito per onorare l'eredità della defunta cantante lirica di fama internazionale Shirley Verrett, che è stata anche James Earl Jones Distinguished University Professor of Voice presso la Scuola di musica, teatro e danza dell'Università del Michigan. Il premio celebra la dedizione di Dickerson alla promozione del successo delle donne di colore studenti e docenti nelle arti creative e per il suo impegno per la diversità come parte della mission dell'Università.